# 福山本郷バスストップ
福山本郷バスストップ（ふくやまほんごうバスストップ）は、広島県福山市本郷町の山陽自動車道上にあるバス停。

## 停車する路線
| のりば | 路線番号 | 愛称               | 運行会社                           | 行先                                         | 備考     |
| ------ | -------- | ------------------ | ---------------------------------- | -------------------------------------------- | -------- |
| 上り線 | 降車専用 | 降車専用           | 降車専用                           | 降車専用                                     | 降車専用 |
| 下り線 |          | シトラスライナー   | 中国バス・本四バス開発・因の島運輸 | 因島（土生港）                               |          |
| 下り線 | HIJ      | エアポートリムジン | 中国バス・鞆鉄道                   | 広島空港                                     |          |
| 下り線 |          | ローズライナー     | 中国バス・鞆鉄道・広島交通         | 中筋駅・不動院・新白島駅・広島BC・広島駅南口 |          |

- メリーバード号 (広島 - 鳥取線)は中国自動車道への経路変更により、当停留所を経由しなくなった。
- 瀬戸内エクスプレス・高松エクスプレス広島号は2020年3月31日限りで本停留所の停車を廃止し、上り線が乗車、下り線が降車となる便は皆無となった。

## 駐車場
- 高速バス利用者専用の駐車場が設置されている。なお、高速バス車内で乗務員に申し出て、駐車券を提示・サービス券を受け取る必要がある。

## 隣
E2 山陽自動車道
(21)福山東IC - (BS)千田BS - (SA)福山SA - (BS)福山本郷BS - (22)福山西IC

## 周辺
- コスミック工業
- コスミック精機
- 広島県道48号府中松永線

## バス停へのアクセス
- 本郷・小原地区乗合タクシー 本郷北農協タク停 - 2007年（平成19年）10月1日にコスミック工業前から改称。2017年（平成29年）10月1日に山陽道福山本郷バス停前から改称。2024年（令和6年）4月1日にトモテツバス小原線の廃止により本郷・小原地区乗合タクシーに代替、同時に松永北農協から改称。ただし、便数は平日・土曜日のみ1日4往復と少ない[1][2]。

## 位置情報
- 北緯34度27分47秒 東経133度15分00秒 / 北緯34.46306度 東経133.25000度
- 福山西部［北西］ - 地理院地図
- 福山市本郷町 コスミック工業(株) - Google マップ